# Citroën ID
La Citroën ID est une automobile construite par Citroën, version simplifiée de la Citroën DS. On opposait symboliquement la « déesse » à « l'idée ».

## Description
À sa sortie, en mai 1957, la Citroën ID 19 Luxe est motorisée par un « moteur série D » 1 911 cm3 66 ch à carburateur simple corps (double corps sur DS). C'est une évolution du moteur « 11 D » de la Traction Avant 11 CV, doté d'une culasse hémisphérique. Elle partage avec la DS la suspension hydraulique, mais s'en démarque par la boîte de vitesses à embrayage classique, la direction et le freinage non assistés.
Les ID, à la finition moins luxueuse que la DS, se reconnaissent à l'absence d'enjoliveurs de roues, aux enjoliveurs de phares couleur carrosserie et non chromés (petits enjoliveurs de roues et tours des phares chromés à partir des modèles 1959), au caoutchouc noir de leur entourage de pare-brise (couvre joint gris sur DS), à leurs cornets de clignotant arrière en plastique bordeaux puis noir (chromés sur DS) et aux chevrons argentés apposés sur la malle arrière (dorés sur DS). Le toit des ID est en fibre de verre translucide non peint (couleur coquille d'œuf) ; il est peint en blanc à partir des modèles 1962.
Le cabriolet ID 19, lancé en juillet 1961, possède une présentation identique à celle du cabriolet DS hormis la planche de bord de la berline et l'absence des grilles « cendriers » au-dessus de chaque aile avant. À partir de février 1962, après environ trente exemplaires produits, il hérite du moteur de la DS 19 puis il est supprimé courant 1965.
Au total, pour la série D, 741 747 berlines et 93 919 dérivés break ont été fabriqués.
Lors de son lancement, dans le courant du millésime 1957, l'ID 19 fut proposée en trois niveaux de finition :
- Version ID 19 Normale :

Commercialisée en octobre 1957, uniquement en berline, c'est une version extrêmement spartiate.
- Culasse type Traction Avant, 63 ch SAE (130 km/h),

- Couleur noire uniquement,
- Pieds milieux et ceinture de pavillon peints en noir,
- Absence de joints de portes,
- Roue de secours prévue dans le coffre dans le projet initial, toutefois ce choix n’a pas été retenu pour la série (fixée sous capot moteur),
- Plaque Citroën sous la plaque d'immatriculation (pas de chevrons sur la malle)[2],
- Vitres AR prévues fixes dans le projet initial, toutefois ce choix n’a pas été retenu pour la série,
- Banquette AV au lieu de sièges individuels,
- Un seul pare-soleil (côté conducteur).

Cette version a eu une diffusion confidentielle (393 modèles construits). Elle fut retirée du catalogue fin juillet 1960.
- version ID 19 Luxe (berline, break, familiale, commerciale) :

Chronologiquement, c'est la première version commercialisée en mai 1957. Culasse hémisphérique, 66 ch SAE (135 km/h). Par rapport à la DS 19 : 
- Sièges avant à dossiers fixes,
- Absence d'accoudoir central arrière,
- Petits accoudoirs rajoutés uniquement sur les portes arrière à partir des modèles 1959, Tissu intérieur spécifique et garnitures de sièges lavables sur break et dérivés,
- Tapis de sol caoutchouc à l'avant,
- Absence de montre,
- Absence de garniture intérieure de pavillon (jusqu'au modèles 1962), coffre sans capitonnage.

- Version ID 19 Confort (berline, break, familiale, commerciale) :

Commercialisée à l'été 1957, c'est l'ID haut de gamme, celle qui fut la plus diffusée, réalisée à partir du modèle Luxe.
- Trois accoudoirs de portes intégrés dans les panneaux latéraux (pas d'accoudoir sur porte conducteur),
- Sièges avant inclinables garnis de tissu
- Montre,
- Miroir de courtoisie,
- Accoudoir arrière central (sur berline et break),
- Amenée de chauffage à l'arrière gauche,
- Joints de porte[2].

L'ambulance était livrée d'office en finition Confort. Durant la longue carrière de l'ID, l'équipement s'est régulièrement amélioré.

## Évolutions (grandes dates)
- Modèles 1962 :
  - Freinage assisté.
- Modèles 1963 :
  - Nouvel avant caréné, boîte 4 rapports synchronisés et direction assistée en option. À partir de mars 1963, les breaks et dérivés ont le droit au moteur de la DS 19 (83 ch SAE), ensuite, ils suivront les évolutions des motorisations type DS (sauf injection).
- Modèles 1965 :
  - Moteur 70 ch DIN (75 ch SAE) et nouvelle planche de bord.
- Modèles 1966 :
  - Moteur 74 ch DIN (81 ch SAE), roues à 5 écrous, avec enjoliveurs plus grands.
- Modèles 1967 :
  - Moteur 5 paliers 1 985 cm3 78 ch DIN (ID 19 B). Passage du liquide rouge (LHS) au liquide vert (LHM) pour les organes hydrauliques. Si la suspension est moins souple, le liquide vert est beaucoup moins corrosif que l'ancien LHS. Le liquide LHM sera repris par les Citroën à suspension hydropneumatique ultérieures.
- Modèles 1968 :
  - Nouvel avant avec 4 projecteurs dont 2 tournants en option et boîte hydraulique optionnelle sur breaks et dérivés jusqu'en 1970.
- Modèles 1969 :
  - La puissance des ID 19 B passe à 81,5 ch DIN. Moteur 1 985 cm3 91 ch DIN sur la nouvelle ID 20 avec finition et équipement proche de la Confort (reconnaissable à ses cornets de clignotant chromés).
- Modèles 1970 :
  - Nouveau tableau de bord à cadrans ronds, l'appellation commerciale ID disparaît au profit des appellations DSpécial (entrée de gamme remplaçant l'ID 19 Luxe) et DSuper (remplace l'ID 20).
- Modèles 1972 :
  - Moteur 89 ch DIN sur DSpecial et 99 ch DIN sur DSuper. Les poignées extérieures de portes sont encastrées.
- Modèles 1973 :
  - Nouvelle augmentation de puissance sur la DSpecial qui adopte le moteur 99 ch DIN de la DSuper. La direction assistée est montée en série sur la DSuper . Apparition de la DSuper 5, il s'agit d'une DSuper à boîte 5 rapports, mais à motorisation DS 21 (2 175 cm3, 106 ch DIN). Grâce à leur direction assistée, désormais en série, le break et les dérivés prennent l'appellation DS.

À la suite du lancement de la Citroën CX 2000, la série D est supprimée pendant l'été 1975.

## Aménagements intérieurs des breaks et dérivés
- Commerciale : banquette avant et banquette arrière rabattable dégageant un plancher de 2 mètres de longueur.
- Break Luxe : banquette avant, banquette arrière rabattable et 2 strapontins en quinconce dans le coffre.
- Break Confort : 2 sièges avant séparés, banquette arrière fixe (jusqu'en 1963) et 2 strapontins en quinconce dans le coffre.
- Familiales Luxe et Confort : banquette avant 3 places (rang 1), 3 strapontins repliables (rang 2) et banquette fixe 2 places (rang 3).